# Södra Julingstjärnen
Södra Julingstjärnen är en sjö i Hudiksvalls kommun i Hälsingland och ingår i Delångersåns huvudavrinningsområde. Sjön är 5 meter djup, har en yta på 0,02 kvadratkilometer och befinner sig 321 meter över havet.